# Pomponius Porphyrio
Pomponius Porphyrio (auch Pomponius Porphyrion) war ein römischer Grammatiker und Verfasser eines Schulkommentars zu Horaz. Er war im frühen 3. Jahrhundert in Rom als Lehrer tätig.
Möglicherweise stammte Porphyrio aus Afrika. Sein Kommentar zu Horaz legt den Schwerpunkt auf rhetorische und grammatische Analysen. Wegen der Funktion seiner Schrift konnte er keine Textvarianten bringen. Porphyrios Quellenzitate scheinen durch den verlorenen Kommentar des Grammatikers und Horaz-Erklärers Helenius Acro vermittelt zu sein. Dabei fällt die bevorzugte Verwendung von Zitaten aus vorklassischen römischen Dichtern wie Ennius, Plautus und Terenz gegenüber solchen aus nachklassischen Autoren wie Lucan auf. Porphyrio selbst zeigt geringeres Interesse an Archaismen und Distanz zu Sitten, die zu seiner Zeit veraltet waren. 
Das Werk des Porphyrio war wahrscheinlich ursprünglich eine marginale Glossierung eines Horaztexts und wurde als Schulexemplar wiederholt abgeschrieben. Hierbei kam es zu Kürzungen und mechanischen Verlusten. Der Kommentar lag spätantiken Scholiasten wie Pseudo-Acro zu Horaz noch in vollständigerer Form vor als die überlieferte Fassung. Eine geringe Zahl von Exemplaren des Werks existierte noch im Frühmittelalter und wurde wohl Ende des 8. Jahrhunderts in einen Lemma-Kommentar übertragen. Die erhaltene gekürzte Fassung beruht auf zwei Lorscher Codices des 9. Jahrhunderts. Ferner gibt es durch Humanisten angefertigte Abschriften eines weiteren deutschen Exemplars, das Enoch von Ascoli 1455 nach Rom mitgenommen hatte. Im 9. Jahrhundert wurde der Lemma-Kommentar wieder in eine Marginalglossierung zu Horaz umgewandelt.

## Ausgaben
- Wilhelm Meyer, Teubner, Leipzig 1874 (Digitalisat)
- Alfred Holder, Innsbruck 1894 (Digitalisat)